# با تو (ترانه جیمین و ها سونگ وون)
«با تو» (انگلیسی: With You) ترانه‌ای از خوانندگان اهل کره جنوبی، جیمین از بی‌تی‌اس و ها سونگ وون برای موسیقی متن مجموعه تلویزیونی غم‌های ما است. این ترانه به عنوان یک تک‌آهنگ دیجیتال در ۲۴ آوریل ۲۰۲۲ توسط یام‌یام انترتینمنت منتشر شد.

## جدول‌های موسیقی
| جدول (۲۰۲۲)                             | بالاترین جایگاه |
| --------------------------------------- | --------------- |
| فروش ترانه‌های دیجیتال کانادا (بیلبورد)  | ۴               |
| ۲۰۰ آهنگ جهانی (بیلبورد)                | ۱۹              |
| مجارستان (۴۰ تک‌آهنگ برتر)               | ۲               |
| تک‌آهنگ‌های دیجیتال ژاپن (اوریکون)        | ۷               |
| تک‌آهنگ‌های داغ نیوزیلند (آرام‌ان‌زی)       | ۱۳              |
| فیلیپین (بیلبورد)                       | ۱۴              |
| کره جنوبی (گائون)                       | ۱۳              |
| ترانه‌های دیجیتال ایالات متحده (بیلبورد) | ۱               |

| جدول (۲۰۲۲)       | جایگاه |
| ----------------- | ------ |
| کره جنوبی (گائون) | ۳۹     |

| جدول (۲۰۲۲)       | جایگاه |
| ----------------- | ------ |
| کره جنوبی (گائون) | ۱۳۳    |